# Syaule Bazar
Syaule Bazar (en népalais : स्याउले बजार) est un comité de développement villageois du Népal situé dans le district de Sindhulpalchok. Au recensement de 2011, il comptait 3 630 habitants.